# Димитър Стамболджиев
Димитър Андреев Стамболджиев е български офицер, полковник, военен деец от Втората световна война (1941 – 1945).

## Биография
Роден е на 27 февруари 1900 година в София. През 1920 година завършва Военното училище в София. Служи в шести пехотен полк и в осма жандармерийска дружина. От 1925 г. е на служба във втора допълнителна част. През 1930 г. е назначен за ротен командир в първа пехотна софийска дивизия. На следващата година е назначен за командир на подучастък към 6 пограничен участък. През 1933 г. става командир на рота в Школата за запасни офицери. Между 1933 и 1939 г. е началник на подучастък на 21 пограничен участък, командир на втора тежко картечна дружина, помощник-началник на 1-во софийско окръжие, командир на рота в ШЗО към същото окръжие. От 1941 г. е в техническата инспекция, а от 1942 в шести пехотен бдински полк. От 1944 година е командир на шестдесет и първи пехотен полк, част от двадесет и четвърта пехотна дивизия, дислоцирана в Сърбия. Уволнен е на 13 септември 1944. Съден от Народния съд и освободен след застъпничество. Към 1946 г. е командир на осми пехотен приморски полк.

## Военни звания
- Подпоручик (4 октомври 1920)
- Поручик (27 ноември 1923)
- Капитан (31 октомври 1930)
- Майор (30 октомври 1938)
- Подполковник (3 ноември 1942)
- Полковник (1945)